# Ахали-Самгори
Ахали-Самгори (груз. ახალი სამგორი) — село в Грузии, на территории Гардабанского муниципалитета края (мхаре) Квемо-Картли.

## География
Село находится в юго-восточной части Грузии, к востоку от реки Куры, на расстоянии приблизительно 10 километров (по прямой) к северу от города Гардабани, административного центра муниципалитета. Абсолютная высота — 435 метров над уровнем моря.

## Население
По результатам официальной переписи населения 2014 года в Ахали-Самгори проживало 1870 человек (911 мужчин и 959 женщин). В национальной структуре населения грузины составляли 98,4 %, армяне — 1 %, азербайджанцы — 0,6 %.
| Год  | Население, человек |
| ---- | ------------------ |
| 2002 | 2223               |
| 2014 | ↘ 1870             |